# ケッチュ
ケッチュ (ドイツ語: Ketsch) は、ドイツ連邦共和国バーデン＝ヴュルテンベルク州ライン＝ネッカー郡に属する自治体（町村）。

## 地理
この町は、ライン川沿いの高台に位置する。クライヒバッハ川がこの町でライン川に合流する。ヨハン・ゴットフリート・ツラスのライン川直線化により形成されたラインインゼル（ラインの小島）にある自然保護地域も1931年からこの町に属している。旧カール・ルートヴィヒ湖の干拓地は、1896年にはすでにこの町に合併していた。隣接する市町村は、北から時計回りに、ブリュール、シュヴェツィンゲン、ホッケンハイム、シュパイアーである。

## 歴史
ケッチュは、1150年頃に初めて文献上で言及されている。おそらく14世紀中頃に村としての自治機能を得た。1803年、シュパイアー司教領が廃止されたことにより、ケッチュはバーデン大公領に移された。ここではアムト・ラーデンブルク（地方行政区）に属したが、1924年からベツィルクアムト・マンハイムの管轄下となり、これが後にマンハイム郡となった。
1910年から1938年までシュヴェツィンゲン – ケッチュ間の路面電車が走っていた。1915年にケッチュに上水道、電力網が整備された。ヴァイマル共和政の国会選挙は1924年から、1928年を除いて、常にドイツ共産党(KPD)が最有力政党であった。最後の自由選挙となった1933年の選挙においてもKPDは48%の票を獲得し、中央党が27%、KSDAPは17%の得票であった。NSDAPがドイツ全土で権力を掌握した後も、ケッチュには長い間、抵抗勢力が存在し続けていた。1935年、「Ketscher Kommunisten」（ケッチュの共産主義者）は、突撃隊に対し、いわゆる「ザールの戦い」を展開した。第二次世界大戦では255棟の家屋が破壊された。1945年、ケッチュにアメリカ合衆国軍の兵が進駐した。
| 年   | 1731 | 1818 | 1875  | 1925  | 1950  | 1961  | 1967  | 1970  | 1991   | 1996   | 2000   | 2005   | 2010   | 2015   | 2017   |
| ---- | ---- | ---- | ----- | ----- | ----- | ----- | ----- | ----- | ------ | ------ | ------ | ------ | ------ | ------ | ------ |
| 人口 | 295  | 612  | 1,566 | 3,622 | 5,000 | 6,471 | 8,334 | 8,674 | 12,489 | 12,678 | 13,014 | 12,882 | 12,782 | 12,555 | 12,758 |

### 宗教

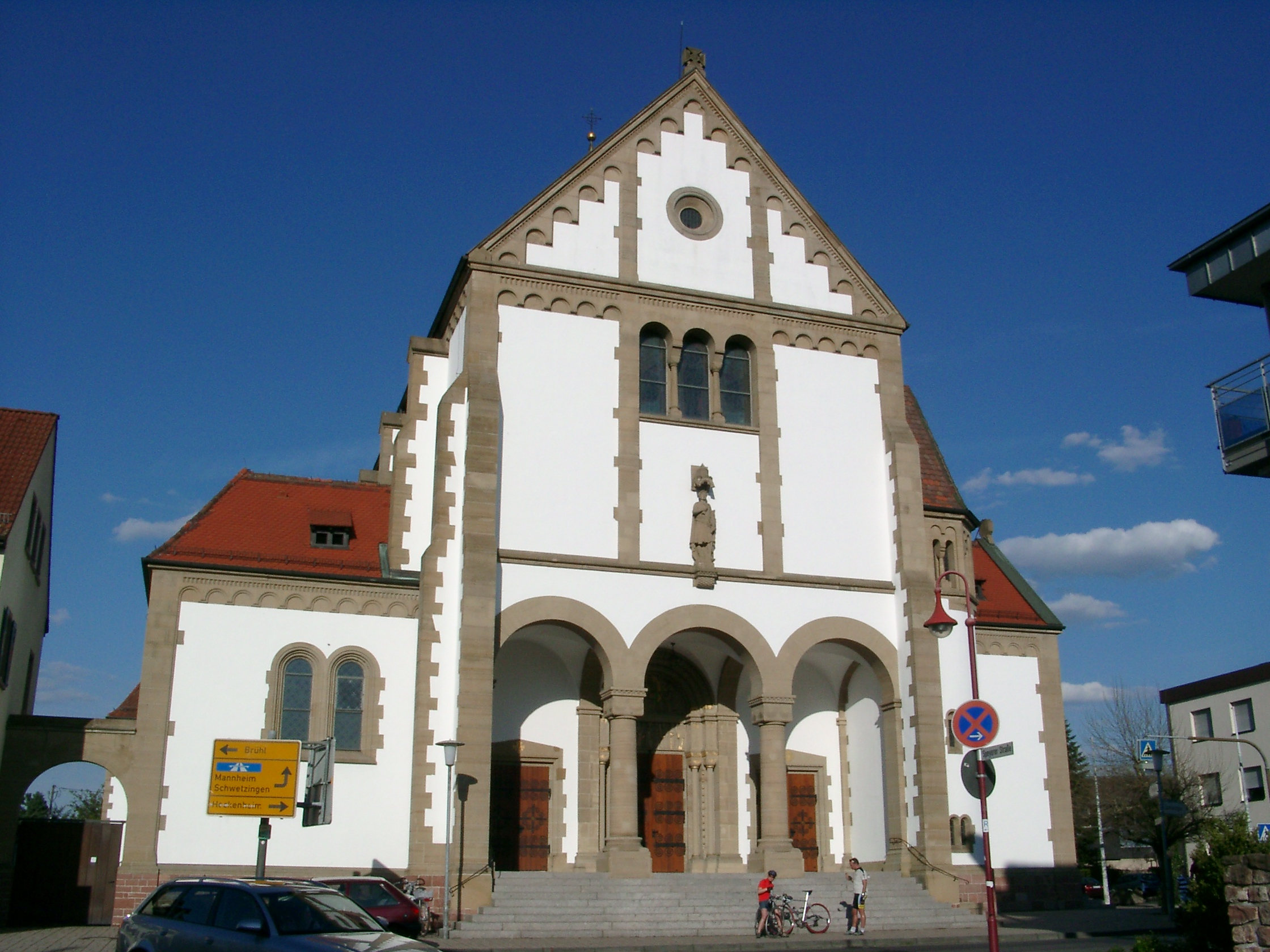
カトリック教会

1249年にケッチュに初めて教区が設けられた。シュパイアー司教領に属した村にふさわしく、住民の多数がカトリック信者である。1960年の時点でも、カトリック信者が80%以上を占めていた。ネオロマネスク様式の教会堂は1906年に建設されたものである。
プロテスタントの信者は、ブリュールの教区に属した。1938年にケッチュに初めて支部教会が組織され1956年に独自の教会が建てられた。1968年に、この教会は独自の教区を持つに至った。

## 行政

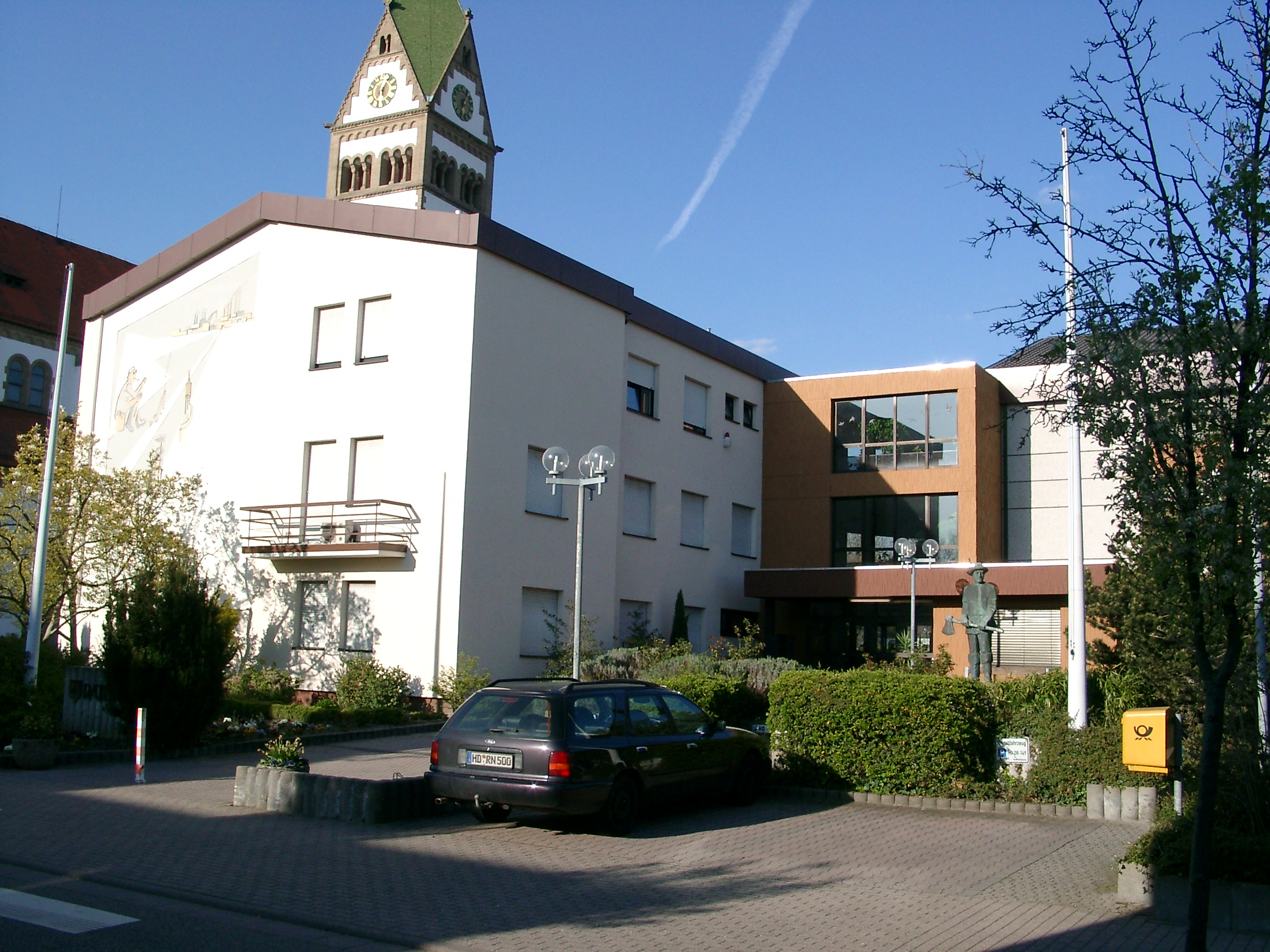
ケッチュの町役場

### 議会
ケッチュの町議会は22議席からなる。

### 首長
首長は8年ごとに住民の直接選挙で選出される。前任者が、高齢のため引退した2006年の選挙では、イュルゲン・カッペンシュタインが94.09%の支持を集めて当選した。彼は、隣接するシュヴェツィンゲン市で上級市長を務めたベルント・カッペンシュタインの弟である。
第二次世界大戦後からの首長を列記する。
- 1945年 – 1948年: パウル・シリング (CDU)
- 1948年 – 1952年: ローレンツ・クルップ (KPD)
- 1953年 – 1990年: フェルディナント・シュミット (CDU、後に無所属)
- 1990年 – 2006年: ハンス・ヴィルンスホーファー (CDU)
- 2006: イュルゲン・カッペンシュタイン（無所属）

### 青年議会
2002年以降、ケッチュには青年議会が設けられている。

### 紋章
紋章は、銀地と青地に左右二分割。向かって左は、16世紀の伝説上の人物であるエンデルレが描かれている。向かって右は、端に菱形の飾りが付いた十字がついた金の三角形で、その周りに4つの星形があしらわれている。
十字は、1715年の印章に遡る。1912年に Generallandesarchivによって制作された紋章にも見られる。紋章の色はシュパイアーの銀と青である。街の要望により、1957年にエンデルレを加えた新しい紋章が制定され、内務省の認可を得た。
旗は、1957年以来、黄色 - 青である。

## 文化と余暇
かご細工師の描写がケッチュのマルクト広場を飾っている。この他、「ケッチュのエンデルレ」のブロンズ像や、ライン川とその古い川筋に挟まれてできあがったラインインゼルが町内にある。
2003年に、ケッチュの屋外プールは大幅に改修され近代的に改造が施された。以前からあった人工波のプールの他に、飛び込み用のプールや競泳用プールが近代化され、約50mのウォータースライダーが造られた。この屋外プールのすぐ近くには屋内プールがあり、2007年から2008年にかけての冬期シーズンに改修がなされた。これにより更衣室が新しく、広くなった。この他にもエレベーターが設置され、身体障害者もこの建物の3階にある屋内プールを訪れることができるようになった。
1950年代の砂利採掘でできたいくつかの池がある。そのうちの一つは、無料の公共水浴場として利用されている。これらの池の周辺地域は「ホーヴィーゼ」と呼ばれている。
周辺の川や池に魚が多く棲息していることから、ケッチュはレクリエーション・フィッシングの愛好者に人気である。この町には2つのフィッシングクラブがある。AVケッチュとスポーツフィッシャークラブ・ケッチュである。
7月の第3週末にはホーヴィーゼで伝統的な釣り大会が開催されている。また、毎年、「ケッチャー・バックフィッシュフェスト」（ケッチュの魚フライ祭）や「ゴルト・ヴィング・トレッフェン」（「ゴールドウイング・ミーティング」）が開催されている。
2005年から女子ハンドボール・ブンデスリーガ1部でプレイしているTSGケッチュの女子チームは全国的に有名である。KSVケッチュの男子レスリング・チームは、レスリングのブンデスリーガ1部で活動している。

## 経済と社会資本
ケッチュには、地域機関や、Aldi（ドイツのディスカウント・スーパーマーケットチェーン）のコーヒー焙煎施設がある。また、Aldi-Südの店舗もある。

### 交通
町の東にはアウトバーンA6号線の、南にはA61号線のインターチェンジがある。ÖPNVは、ライン＝ネッカー交通連盟に加盟するライン＝ネッカーバス交通を運営している。

## 人物

### 出身者
- ウリ・シュティーリケ（1954年 - ）サッカー選手

### ゆかりの人物
- オリヴァー・クロイツァー（1965年 - ）
- ヨーヒェン・キーンツ（1972年 - ）
- ティモ・シュタッフェルト（1984年 - ）

いずれも、SpVgg 06 ケッチュでプレイした経験を持つサッカー選手である。

## 引用
1. ↑  Statistisches Landesamt Baden-Württemberg – Bevölkerung nach Nationalität und Geschlecht am 31. Dezember 2023 (CSV-Datei)
2. ↑  1967年までは:  Kreisbeschreibung. 3. p. 595